# Lepisorus pseudoussuriensis
Lepisorus pseudoussuriensis là một loài thực vật có mạch trong họ Polypodiaceae. Loài này được Tagawa miêu tả khoa học đầu tiên năm 1936.